# Забелло, Фёдор Михайлович
Фёдор Михайлович Забелло (13 июля 1905, Борисов, Минская губерния — 25 ноября 1955 года, Киев) — советский военачальник, полковник (21 сентября 1943).

## Начальная биография
Фёдор Михайлович Забелло родился 13 июля 1905 года в городе Борисов Минской губернии.

## Военная служба

### Довоенное время
В сентябре 1923 года призван в ряды РККА и направлен на учёбу на гранатно-подрывные курсы в Гомеле, после окончания которых в том же году назначен инструктором гранатно-подрывного дела в частях особого назначения, дислоцированных в Борисове.
В сентябре 1924 года направлен на учёбу в Объединённую Белорусскую военную школу имени ЦИК БССР, после окончания которой в сентябре 1927 года назначен на должность помощника начальника заставы 14-го пограничного отряда войск ОГПУ. С октября 1928 года служил в 5-м стрелковом полку (2-я Белорусская стрелковая дивизия) на должностях командира взвода, роты, начальника штаба учебного батальона, начальника штаба стрелкового батальона, помощника начальника и врид начальника штаба полка.
В мае 1935 года назначен на должность командира батальона в составе 364-го стрелкового полка (139-я стрелковая дивизия), дислоцированного в Козельске, а с октября 1938 года — исполнял должность начальника штаба полка, после чего в сентябре 1939 года участвовал в ходе похода в Западную Белоруссию. Во время советско-финской войны, будучи командиром батальона этого же 364-го стрелкового полка (139-я стрелковая дивизия, 8-я армия) принимал участие в боевых действиях на петрозаводском направлении.
В феврале 1940 года майор Ф. М. Забелло назначен на должность помощника командира по строевой части 718-го стрелкового полка (139-я стрелковая дивизия, 6-я армия), а в марте 1941 года — на должность командира 836-го моторизованного полка (240-я моторизованная дивизия, 16-й механизированный корпус, 12-я армия).

### Великая Отечественная война
С началом войны находился на прежней должности. 836-й моторизованный полк (240-я моторизованная дивизия) под командованием Ф. М. Забелло принимал участие в боевых действиях в ходе приграничного сражения и затем в Киевской оборонительной операции в районе Станислава и Бердичева. В конце августа 240-я моторизованная дивизия была выведена в Харьковский военный округ, где 30 сентября преобразована в 240-ю стрелковую, после чего передислоцирована сначала в распоряжение командующего войсками Сталинградского военного округа, а в середине января 1942 года — в распоряжение командующего войсками Брянского фронта, где с 11 февраля вела боевые действия на Мценском плацдарме на реке Зуша.
В марте 1942 года майор Ф. М. Забелло направлен на учёбу на ускоренный курс при Военной академии имени М. В. Фрунзе, после окончания которого в сентябре того же года назначен на должность командира 57-й мотострелковой бригады (Уральский военный округ), которая в январе 1943 года была направлена на Юго-Западный фронт, где участвовала в Ворошиловградской наступательной операции, в ходе которой 12 февраля подполковник Ф. М. Забелло был ранен, после чего лечился в госпитале.
После излечения в апреле назначен на должность заместителя командира 69-й гвардейской стрелковой дивизии, которая во время Курской битвы передислоцирована в район Старого Оскола, откуда 31 августа была введена в прорыв по направлению на Богодухов, к 30 сентября вышла к Днепру, форсировала реку в районе Новогеоргиевска севернее Кременчуга.
В начале декабря 1943 года полковник Ф. М. Забелло назначен на должность командира 5-й гвардейской воздушно-десантной дивизии, которая вела боевые действия на правом берегу Днепра, однако в период с 11 декабря 1943 по 12 февраля 1944 года находился в резерве Ставки Верховного Главнокомандования по состоянию здоровья. В мае направлен на учёбу на ускоренный курс при Высшей военной академии имени К. Е. Ворошилова, после окончания которого в декабре 1944 года назначен на должность инспектора Инспекции пехоты Красной армии при НКО СССР.

### Послевоенная карьера
В июне 1945 года полковник Ф. М. Забелло назначен на должность заместителя командира 11-й запасной стрелковой дивизии (Дальневосточный фронт), в конце октября — на должность заместителя командира 324-й стрелковой дивизии (Харьковский военный округ), в марте 1946 года — на должность начальника 1-го отдела Управления боевой и физической подготовки Киевского военного округа, а в августе 1947 года — на должность старшего преподавателя военной кафедры Киевского медицинского института.
18 июля 1953 года вышел в запас. Умер 25 ноября 1955 года в Киеве.

## Награды
- Два ордена Ленина (26.01.1940, 20.06.1949);
- Три ордена Красного Знамени (06.11.1943, 03.11.1944, 03.11.1953);
- Медали.